# Каруярве
Каруярве (ест. Karujärve, колишнє Дєєво, ест. Dejevo) — село в волості Сааремаа повіту Сааремаа, Естонія.
До адміністративної реформи місцевих самоврядувань Естонії 2017 року входила до складу волості Кихельконна.

## Історія
До 1959 року містечко поруч з озером Каруярв на острові Сааремаа називалося Каруярве (з естонського — Ведмеже озеро).
1959 року на його місці звели ракетну базу, яка отримала назву «Дєєво» на честь героя Радянського Союзу Володимира Дєєва (1925—1944).
Поруч із ракетною базою було збудовано селище для службовців військової частини та членів їхніх сімей, у якому були магазин, поштове відділення та початкова школа. У роки радянської влади в Дєєво служило близько 500 осіб.
Свого часу ця база грала важливу роль в обороні західного кордону Радянського Союзу. 1965 року в селищі було відкрито цех талліннського трикотажного об'єднання «Марат», одного з найбільших підприємств легкої промисловості Естонської РСР.
Після виходу Радянської армії з Естонії поселенню повернули старе ім'я. Але тепер у ньому немає жодного мешканця. Це селище-примара, куди водять туристів. Зараз це місце поступово перетворюється на лижно-похідний центр.

## Галерея

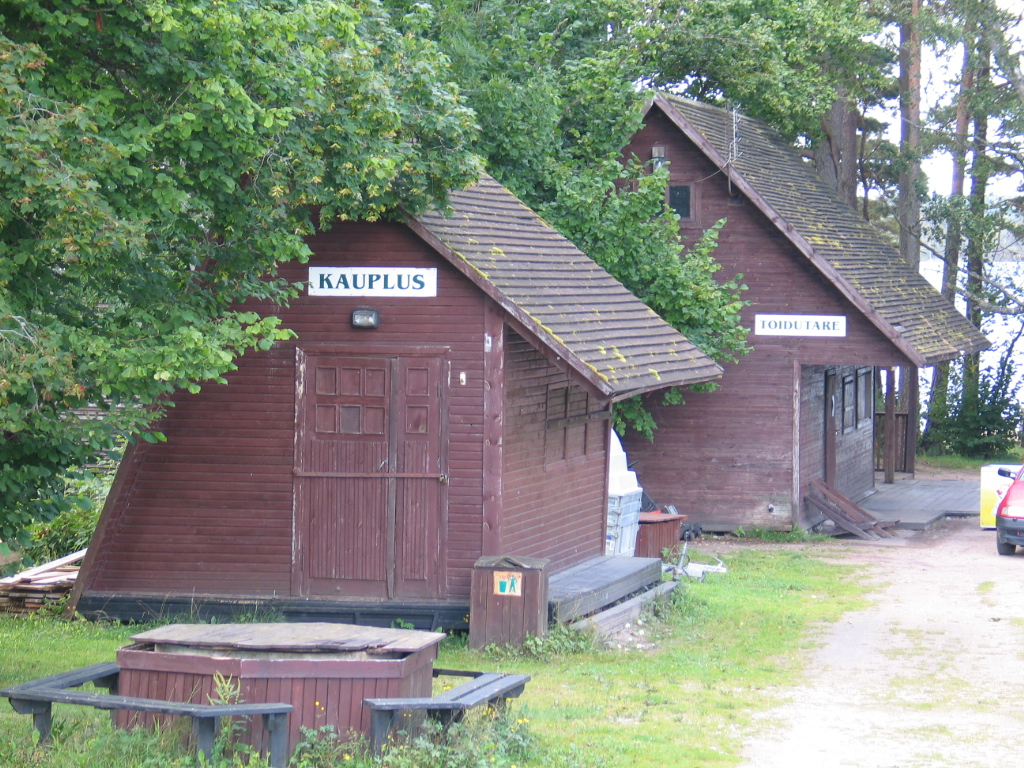
Кемпінг у Каруярві у серпні 2009 року
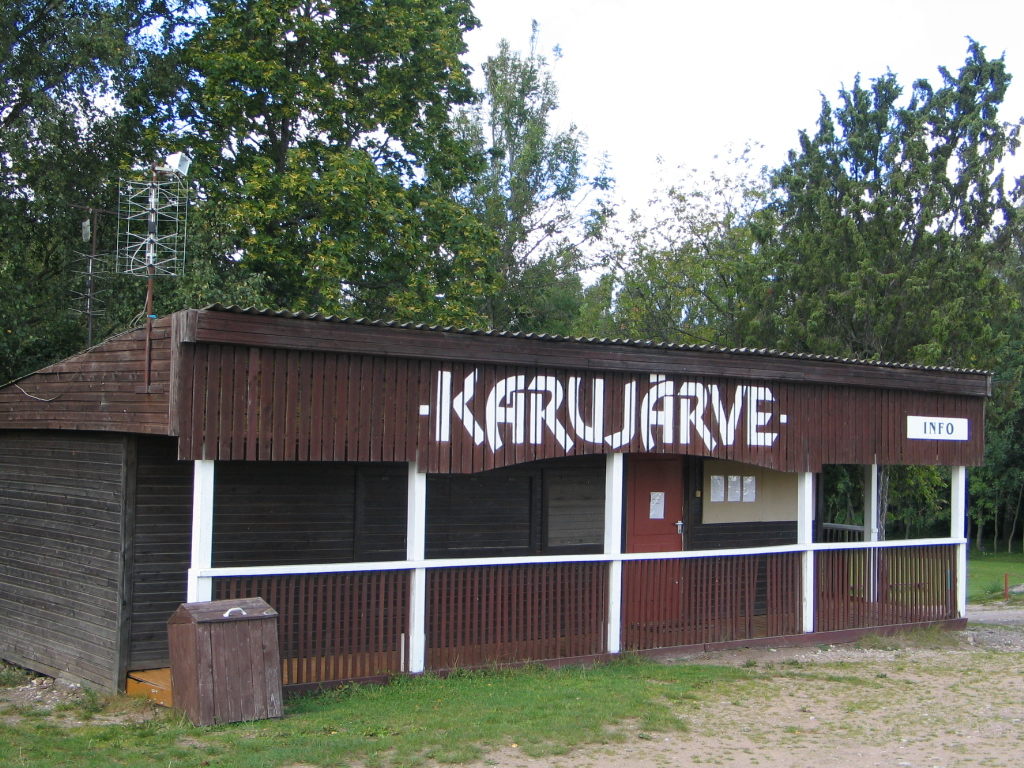
Інформаційний стіл кемпінгу у серпні 2009 року
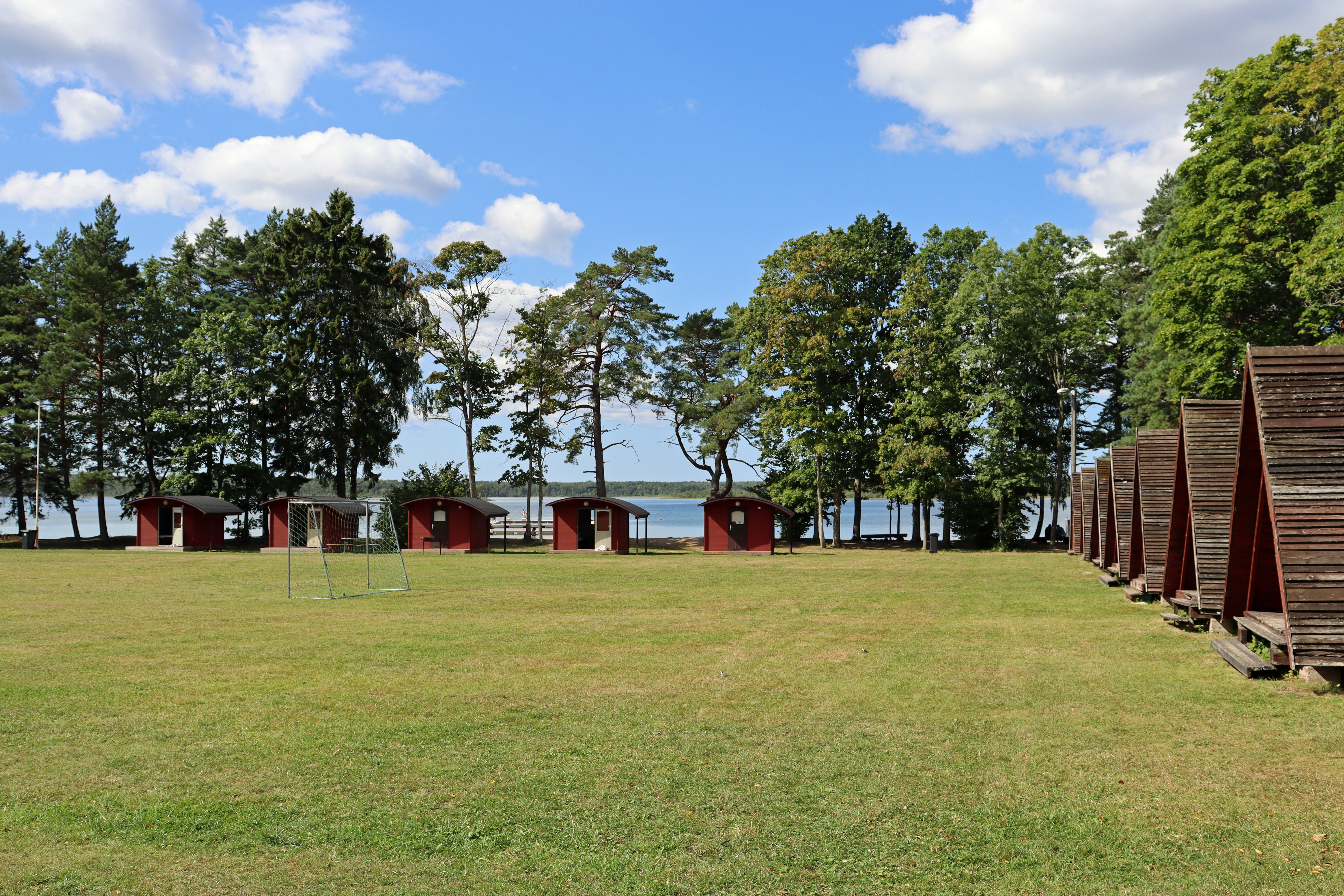
Кемпінг у Каруярві у серпні 2020 року
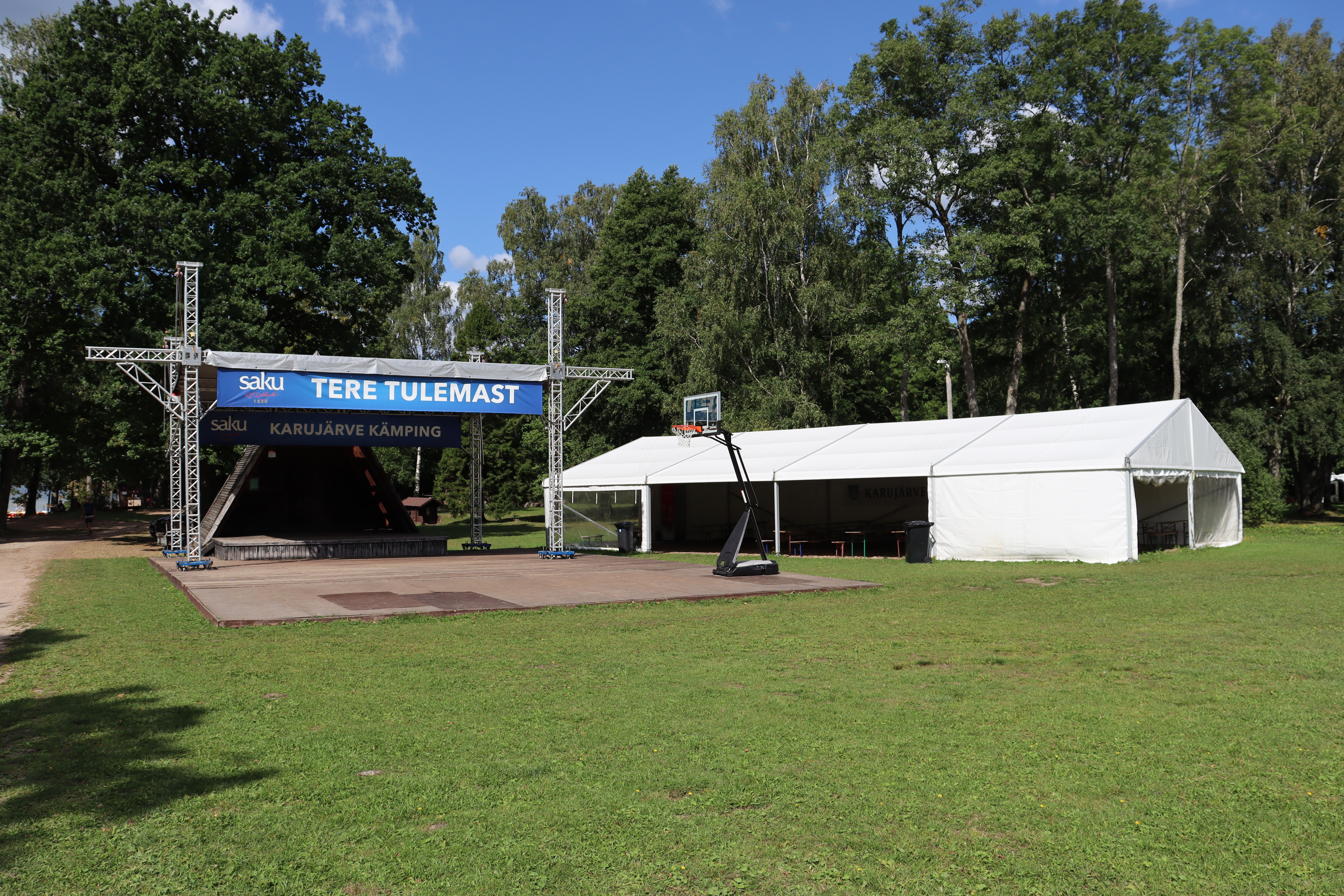
Естрада та спортмайданчик кемпінгу, серпень 2020 року
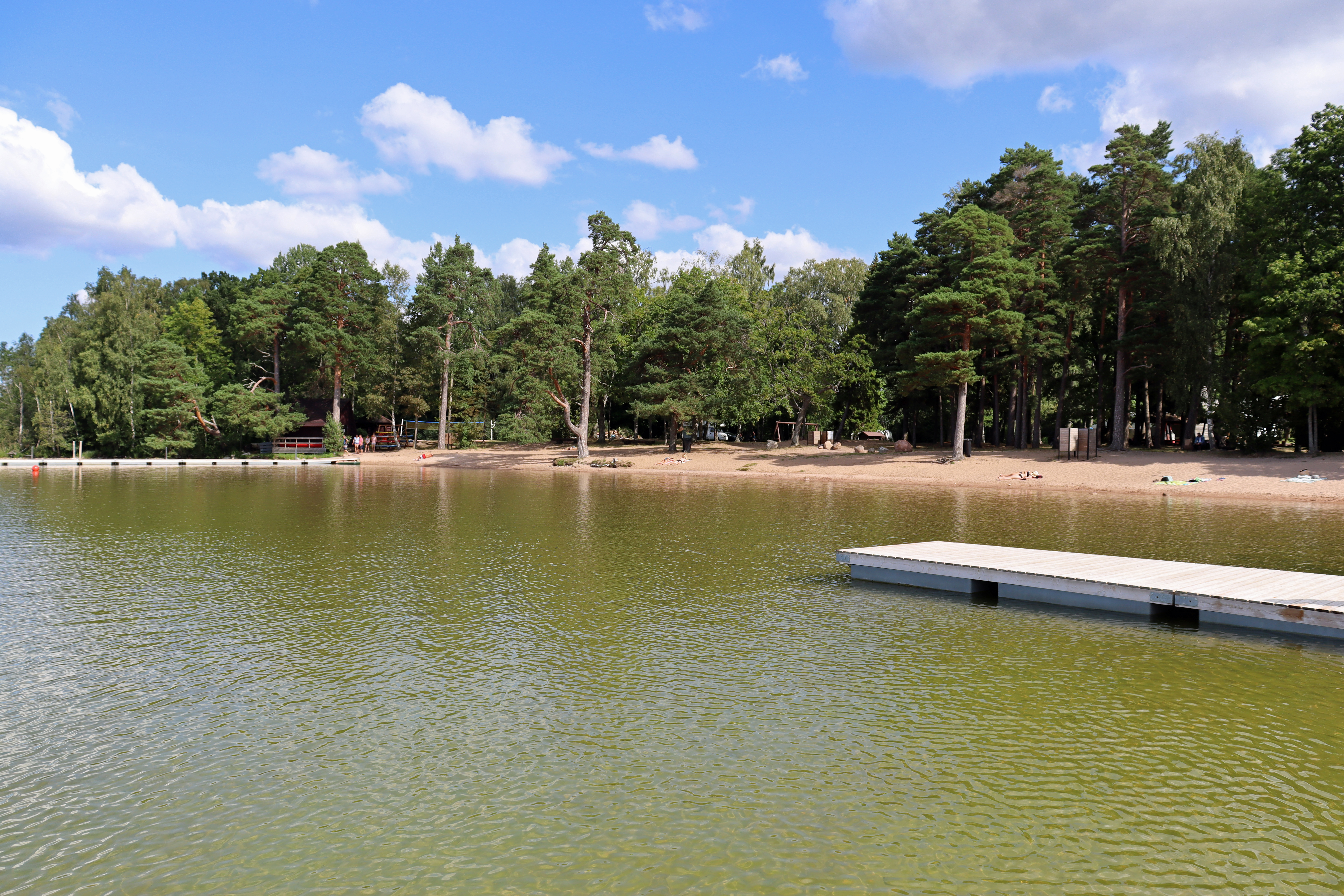
Пляж на озері Каруярв
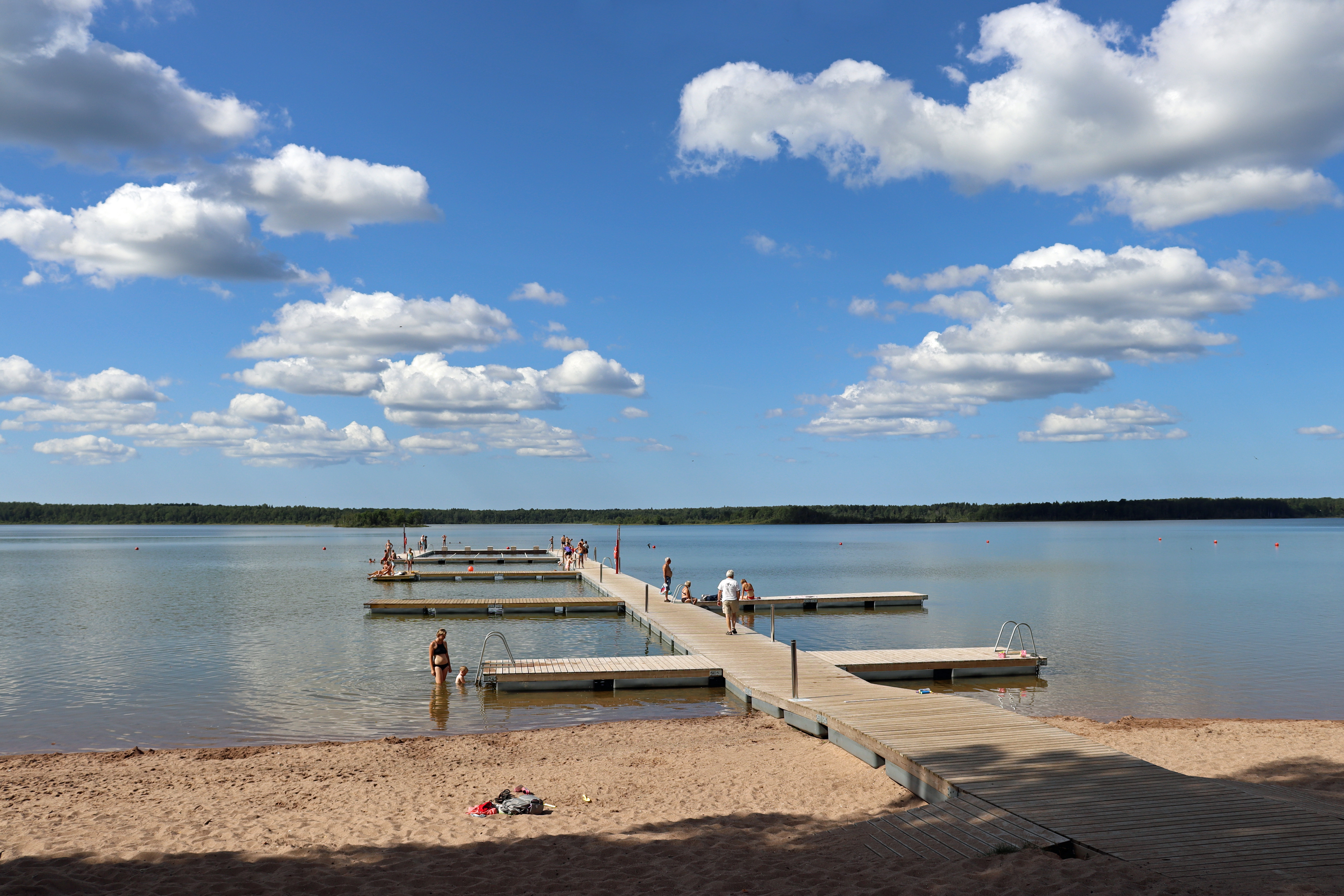
Причал для купання на озері Каруярв